# 治平乡 (阆中市)
治平乡，是中华人民共和国四川省南充市阆中市曾经下辖的一个乡。2019年10月，撤销治平乡，将其所属行政区域划归飞凤镇管辖。

## 行政区划
治平乡撤销前下辖以下地区：
罗汉湾村、牲口河村、赛云观村、文庙河村、双柏垭村、治平村、莲花村和鼓锣山村。